# Porta Garibaldi (Marsala)

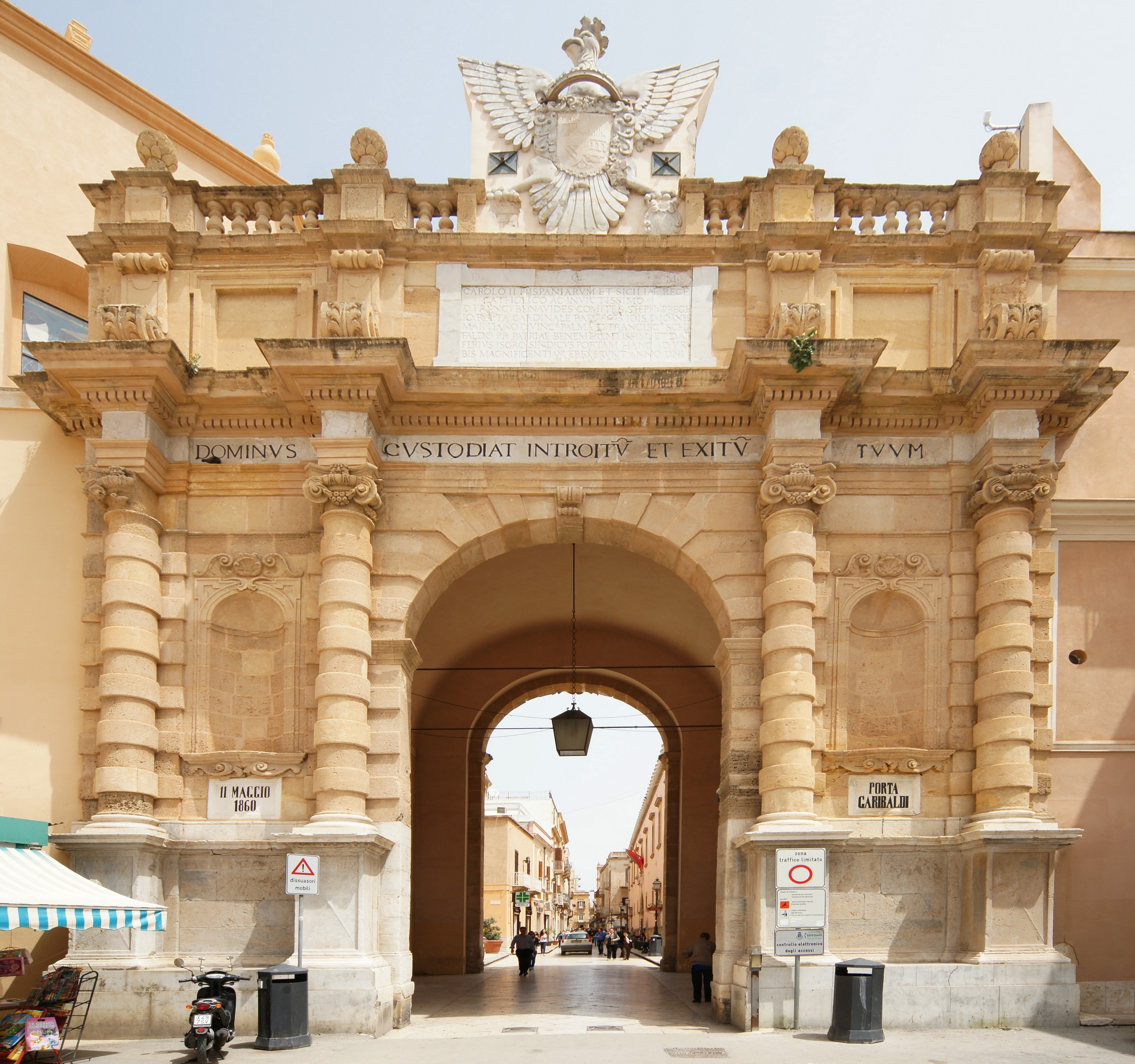
A porta de estilo barroco com motivos maneiristas serviu como defesa da cidade de Marsala e delimitação do centro da cidade.

A Porta Garibaldi é um dos portões da cidade de Marsala, na Sicília, famosa pela passagem de Giuseppe Garibaldi e seus Mil em 11 de maio de 1860.

## História
O portão era originalmente chamado de "Porta di Mare" (em português:  "Portão do Mar), pois foi construído em direção ao mar e foi construído em 1685 a mando do rei da Espanha e do Reino da Sicília Carlos II com o objetivo de reforçar o sistema defensivo e dar prestígio à cidade, substituindo o antigo portão do século XV que agora estava dilapidado e de pequenas dimensões.
Em 11 de maio de 1860, Giuseppe Garibaldi desembarcou com seus Mil na cidade siciliana, marcando o início da unificação italiana. Ao cruzar os portões da cidade, ele a declarou "livre", não mais parte do Reino das Duas Sicílias, mas anexada ao Reino da Itália. Após sua partida, a cidade decidiu batizar o famoso arco em homenagem ao herói de dois mundos.
Até pouco antes da Segunda Guerra Mundial, a estrutura tinha um portão em arco que mais tarde foi usado para a produção de material de guerra.
O portão, hoje bem preservado, tornou-se um destino turístico e também um símbolo do centro histórico de Marsala.

## Características
Sob a cornija da porta, uma grande inscrição latina confia a Deus a custódia da entrada e da saída da cidade.
Que o Senhor guarde a sua ida e a sua vinda.Original (em latim): Dominus custodiat introitu et exitu tuum— A inscrição na porta (em latim)
Na parte superior, encontra-se uma águia coroada, símbolo da Casa de Habsburgo da Espanha. Nas laterais, encontram-se entradas em forma de edícula, que devem ter abrigado estátuas. Na parte interna, encontra-se um grande átrio encimado por um grande poste de luz, onde a voz se espalha por toda a área.
Originalmente, as laterais do portão eram abertas e abrigavam pequenas lojas e um corredor com um túnel que levava a uma escada que levava ao terraço. Essas laterais foram posteriormente fechadas.

### Pequeno terraço
Acima do portão, há um pequeno terraço que antes era acessível por um corredor e um túnel que levava a uma escada que levava ao terraço. O acesso a esse corredor era feito por uma entrada lateral localizada dentro do arco do portão, posteriormente murado. Essa rota foi descoberta recentemente após obras de renovação, restauração e segurança concluídas algumas semanas antes do Natal de 2018, e a administração municipal deseja restaurar o acesso a ela.

## Eventos
Em 1961, por ocasião do centenário da unificação italiana, a Porta foi a protagonista da passagem do Giro d'Italia.
Durante o Festival Enogastronômico da Sicília, foi decorada com diversos floreiros e faixas patrocinando o evento.
Em julho de 2018, foi usada como ponto de partida para o terceiro Festival do Pôr do Sol anual, com o início dos Jogos Sem Barreiras.
A porta lilibetana também apareceu em vários programas promocionais nacionais.